# Малая Кускунка
Малая Кускунка — деревня в Берёзовском районе Красноярского края России. Входит в состав Вознесенского сельсовета. Находится на берегах реки Есауловка), примерно в 20 км к востоку-юго-востоку (ESE) от районного центра, посёлка Берёзовка, на высоте 298 метров над уровнем моря.

## Население
| 1989 | 2002 | 2010 |
| ---- | ---- | ---- |
| 68   | ↘44  | ↘30  |

Гендерный состав
По данным Всероссийской переписи населения 2010 года 15 мужчин и 15 женщин из 30 чел.

## Улицы
Уличная сеть деревни состоит из 4 улиц.